# Igreja de Notre-Dame-de-la-Croix de Ménilmontant
Notre-Dame-de-la-Croix de Ménilmontant (pronúncia em francês: [nɔ.tʁə dam də la kʁwa d(ə) me.nil.mɔ̃.tɑ̃], ou seja, Nossa Senhora da Santa Cruz de Ménilmontant) é uma paróquia católica localizada em Ménilmontant, no distrito 20 de Paris, França.

## História

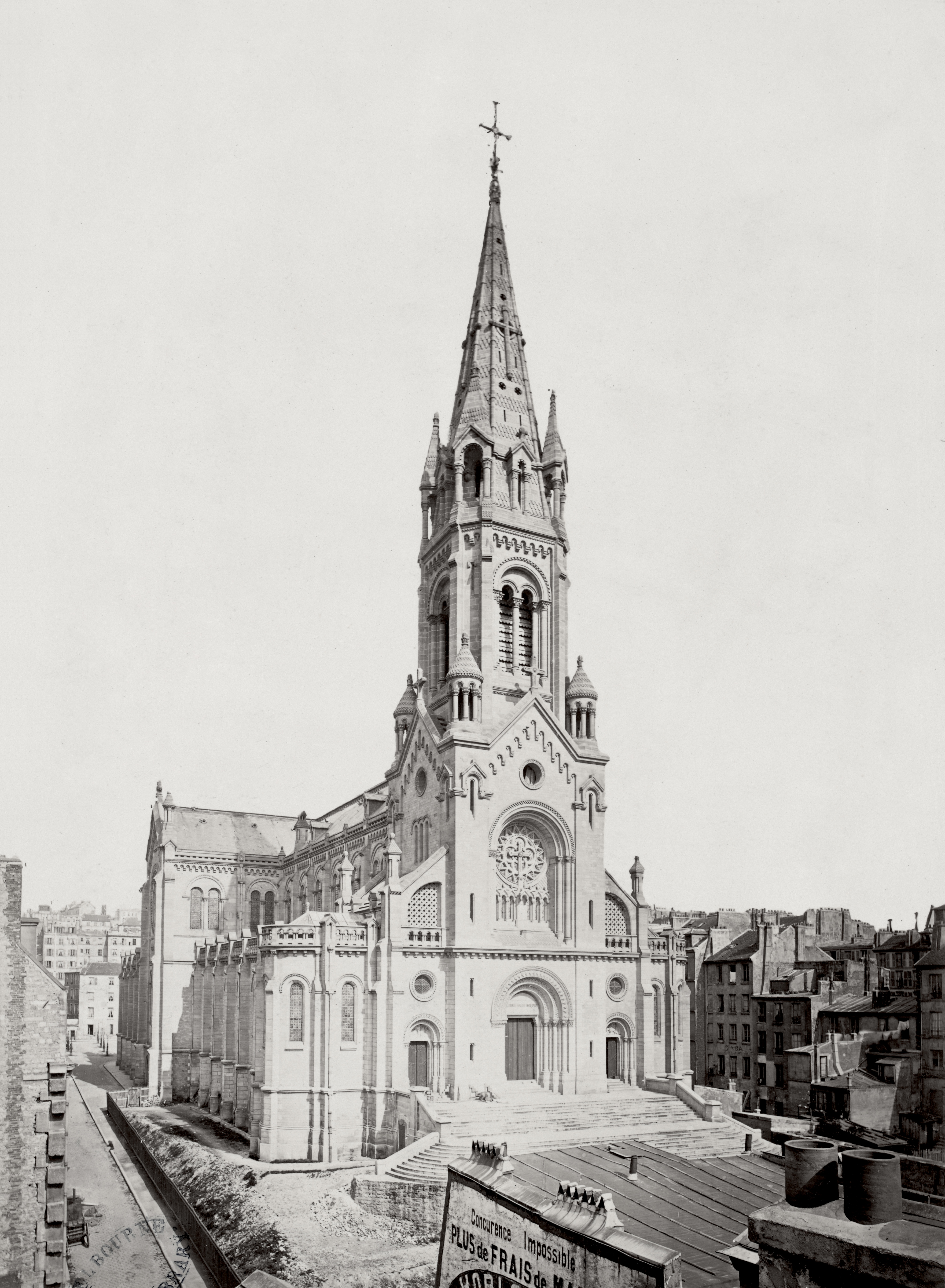
Fotografia de Charles Marville, c. 1853-70

Antes do século XIX, a aldeia de Ménilmontant dependia da igreja paroquial de Saint-Jean-Baptiste de Belleville. Em resposta ao crescimento populacional do bairro, o pároco ordenou a construção de uma capela na rue de la Mare em 1823. Em 1847 a capela foi designada freguesia.
A construção da estrutura atual iniciou-se em 1863, seguindo os planos de Héret. A consagração ocorreu em 1869, embora o edifício ainda estivesse incompleto.
Durante a Comuna de Paris, a igreja foi apropriada como um clube político. Em uma reunião realizada na igreja em 6 de maio de 1871, a Comuna votou pela execução do arcebispo de Paris e seus companheiros reféns.
A construção foi concluída em 1880.

## Interior

### Grande Órgão
O órgão foi construído por Aristide Cavaillé-Colle em 1872-74. O projeto da igreja apresentou muitas dificuldades que, em última análise, significaram que o órgão não foi concluído como pretendido. Em particular, a rosácea exigia que as caixas dos órgãos fossem divididas de cada lado da janela. A presença de um mecanismo de sino atrapalhou ainda mais a construção do órgão. No final, a divisão positiva pretendida nunca foi construída porque era impossível rotear o mecanismo principal do console para os tubos. Além disso, o console precisava ser posicionado de frente para o órgão em vez de para a igreja. O terceiro manual do console foi feito para tocar recit e grand orgue acoplados. Quando concluído, o órgão teve 26 paradas no total. O organista atual é Frédéric Denis 